# České země v éře První republiky (1918–1938)
České země v éře První republiky (1918-1938) je rozsáhlá monografie českého historika Zdeňka Kárníka věnovaná éře československé První republiky. Do třísvazkové publikace, vydané v Praze nakladatelstvím Libri v letech 2000–2003, autor vtělil své celoživotní dílo. Podtituly jednotlivých svazků:
- I. Vznik, budování a zlatá léta republiky (1918–1929), 2000, ISBN 80-7277-027-6,
- II. Československo a české země v krizi a v ohrožení (1930–1935), 2002, ISBN 80-7277-027-6,
- III. O přežití a o život (1936–1938), 2003, ISBN 80-7277-119-1.

## Obsah a pojetí
Jedná se o dosud nejdůkladnější zpracování dějin meziválečného Československa. Základní konceptuální rámec publikace představuje pojetí meziválečného období v Československu jako čtyřnásobné revoluce, a to politické, hospodářské, sociální a národnostní. Původně dvousvazkový projekt se autorovi postupně rozrostl do podoby tří objemných svazků koncipovaných v zásadě podle chronologické linie. První díl asi nejvíce odpovídá přehledové populární práci. Je členěn podle tematických okruhů, což s postupujícími roky a přibývajícími vzájemnými souvislostmi bylo evidentně stále těžší dodržovat. Vyniká zde zvláště zpracování let bezprostředně následujících po válce (1918–1920); na tomto poli je totiž Kárník odborníkem z nejpovolanějších. Jedná o jakési jeho životní téma, kterému v minulých desetiletích věnoval nespočet dílčích studií. Dalším klíčovým tématem jsou zde pak originální rozsáhlé pasáže věnované pozemkové reformě.
Z hlediska narativního je jednoznačně nejzdařilejší druhý díl, věnovaný první polovině 30. let, kde se Kárník patrně nejvíce přiblížil dávné maximě profesionálních historiků, kterou je vytvoření faktograficky exaktního textu, jenž by zároveň nepostrádal i dramatický náboj.
Poslední díl se jednak zaměřuje na poslední tři roky před Mnichovem, jednak jsou sem zařazena některá témata, která se autorovi nepodařilo zařadit jinam (věda, školství, umění). Možná i proto tento svazek působí na první pohled nejméně konzistentně, poskytuje však souhrn faktorů, které vedly je zničení československého státu a demokratického uspořádání.
Pro Kárníkův přístup je charakteristický důraz na subjektivní motivace historických aktérů. I když svá normativní východiska zásadně neskrývá, snaží se především porozumět tomu, proč lidé v daném dějinném momentu jednali právě určitým konkrétním způsobem. Když například hovoří o meziválečných komunistech či fašistech, oprošťuje se od moralizujícího diskurzu, a snaží se naopak čtenáři vysvětlit, jak je možné, že jmenovaná hnutí byla schopna získat takové množství upřímných stoupenců, třebaže dnes jejich tehdejší požadavky jsou nám stěží pochopitelné.